# Juan Manuel Álvarez del Castillo
Juan Manuel Álvarez del Castillo (* 14. November 1891 in Guadalajara, Jalisco; † nach 1959) war ein mexikanischer Botschafter.

## Leben
Er war von 1916 bis 1917 Mitglied der Verfassungsgebenden Versammlung. Er war gewählter Abgeordneter in der 27. und 28. Legislaturperiode.
| Vorgänger                           | Amt | Nachfolger                                  |
| ----------------------------------- | --- | ------------------------------------------- |
| Alfredo Caturegli                   | Mexikanischer Botschafter in Berlin 25. Mai 1923 bis 31. Oktober 1923                                                              | Pascual Ortiz Rubio                         |
| Juan G. Cabral                      | Mexikanischer Botschafter in Lima 24. Juli 1933 bis 3. Dezember 1935                                                               | Moisés Sáenz Garza                          |
| José Pérez Gil y Ortiz              | Mexikanischer Botschafter in Santo Domingo 13. April 1936 bis 31. Mai 1937                                                         | Juan Manuel Alcaraz Tornel                  |
| Alfredo Breceda Mercado             | Mexikanischer Botschafter in Oslo 28. Februar 1940 bis 1. August 1941 er verließ Oslo im Mai 1940 ohne die Beziehungen abzubrechen | José Maximiliano Alfonso de Rosenzweig Díaz |
| Francisco Ortiz Monasterio y Popham | Mexikanischer Botschafter in Lissabon 10. Juli 1940 bis 21. April 1944                                                             | Francisco Javier Aguilar González           |
| Miguel Ángel Menéndez Reyes         | Mexikanischer Botschafter in Bogotá 26. Juni 1944 bis 10. April 1945                                                               | Luis Quintanilla del Valle                  |
| Gonzalo Frías Beltrán               | Mexikanischer Botschafter in Buenos Aires 15. Mai 1945 bis 14. Mai 1952                                                            | Vicente Luis Ignacio Benéitez y Clavarie    |
| Primo Villa Michel                  | Mexikanischer Botschafter in Quebec 15. Juni 1952 bis 21. Juli 1953                                                                | Ignacio Daniel Silva Arias                  |
| Antonio Villalobos                  | Mexikanischer Botschafter in Rio de Janeiro 27. Oktober 1953 bis 1. April 1959                                                     | Antonio Gómez Robledo                       |